# Premi e riconoscimenti di Gracie Abrams
Questa è una lista dei premi e dei riconoscimenti ricevuti da Gracie Abrams.

## American Music Awards
- 2025 – Candidatura come New Artist of the Year[1] (in attesa)
- 2025 – Candidatura come Album of the Year per The Secret of Us[1] (in attesa)

## BillboardWomen in Music
- 2025 – Cantautrice dell'anno[2]

## Gold Derby Music Awards
- 2024 – Candidatura come Best New Artist

## Grammy Awards
- 2024 – Candidatura come Best New Artist[3]
- 2025 – Candidatura come Best Pop Duo/Group Performance per Us (con Taylor Swift)[4]

## iHeartRadio Music Awards
- 2024 – Social Star Award[5]
- 2025 – Breakthrough Artist[6]
- 2025 – Candidatura come Best New Pop Artist[6]
- 2025 – Candidatura come Best Lyrics per I Love You, I'm Sorry[6]

## IRMA Chart Number 1 Awards
- 2024 – #1 Single per I Love You, I'm Sorry[7]
- 2024 – #1 Single per That's So True[8]

## MTV Video Music Awards (VMAs)
- 2024 – Candidatura come Best New Artist[9]

## National Youth Arts Awards
- 2016 – National Youth Arts Award per Gracie Abrams come Hero in The Archer School for Girls’ Much Ado About Nothing[10]
- 2017 – National Youth Arts Award per Gracie Abrams come Abigail Williams in The Archer School for Girls’ The Crucible[10]
- 2020 – University Arts Award per I miss you, I'm sorry[10]

## Official Charts Company Specialist Awards (OCC UK)
I premi sono assegnati dalla Official UK Chart ai progetti che raggiungono la prima posizione settimanale in una classifica.
- 2023 – #1 Official Record Store Chart per Good Riddance
- 2024 – #1 Official Physical Singles Chart per Risk
- 2024 – #1 Official Albums Chart per The Secret of Us
- 2024 – #1 Official Albums Chart Update per The Secret of Us
- 2024 – #1 Official Scottish Albums Chart per The Secret of Us
- 2024 – #1 Official Albums Sales Chart per The Secret of Us
- 2024 – #1 Official Physical Albums Chart per The Secret of Us
- 2024 – #1 Official Vinyl Albums Chart per The Secret of Us
- 2024 – #1 Official Record Store Chart per The Secret of Us
- 2024 – #1 Official Singles Chart per That's So True
- 2024 – #1 Official Singles Chart Update per That's So True
- 2024 – #1 Official Streaming Chart per That's So True
- 2025 – #1 Official Physical Singles Chart per That's So True
- 2025 – #1 Official Vinyl Singles Chart per That's So True

## Pollstar Awards
- 2025 – Candidatura come Support/Special Guest of the Year per Gracie Abrams al The Eras Tour[12] (in attesa)

## Swiss Music Awards
- 2025 – Candidatura come Best International Breaking Act[13] (in attesa)

## Altri riconoscimenti
- Riconoscimenti di Forbes
  - 2024 – 2ª posizione nella lista "30 Under 30"[14]